# جامعة سانت غالن
جامعة سانت جالن (بالألمانية: Universität St. Gallen) هي جامعة تعليمية للدراسات العليا، تقع في مدينة سانت غالن بسويسرا. تأسست الجامعة عام 1899 وتعتبر من أشهر جامعات سويسرا في الاقتصاد.

## مواقع خارجية
1. جامعة سانت جالن
2. الدراسة في سويسرا
3. Swiss Universities handbook Web2.0 searchable database of Swiss Universities موقع يضم الجامعات السويسرية - بالإنجليزية